# 匈牙利國家男子籃球隊
匈牙利國家男子籃球隊是匈牙利的國家男子籃球隊。匈牙利在1955年於本國舉辦的歐洲籃球錦標賽上奪得金牌，這是他們在國際大賽上的最好成績。但在世界舞台上，匈牙利自1964年東京奧運之後就再也沒有參加過國際籃球大賽。